# Critics' Choice Awards
De Critics' Choice Awards (voorheen de Broadcast Film Critics Association Awards) zijn Amerikaanse filmprijzen die sinds 1996 jaarlijks worden uitgereikt door de Critics Choice Association om de beste prestaties op het gebied van cinema te eren. De genomineerden worden geselecteerd door middel van een  geschreven stembiljetten in een stemmingsronde van een week.

## Geschiedenis
De Critics' Choice Awards hebben de reputatie de resultaten van de Academy Awards te voorspellen of te beïnvloeden. Volgens The Hollywood Reporter weerspiegelden de winnaars van de Critics' Choice Awards 73% van de tijd de resultaten van de Oscars en lagen ze bijzonder dicht bij elkaar in categorieën als Beste film, Beste regisseur, Beste acteur/actrice en Beste bijrol. De "Critics' Choice Award voor beste actrice" en de "Academy Award voor beste actrice" gingen tussen 2010 en 2021 elk jaar naar dezelfde persoon.

## Prijsuitreikingen

### Film
- Critics' Choice Movie Awards
- Critics' Choice Super Awards

### Televisie
- Critics' Choice Real TV Awards
- Critics' Choice Television Awards
- Critics' Choice Super Awards

### Documentaire
- Critics' Choice Documentary Awards